# Archidiecezja Lecce
Archidiecezja Lecce – diecezja rzymskokatolicka we Włoszech. Powstała w 1057 jako diecezja. Promowana do rangi archidiecezji metropolitalnej 20 października 1980.

## Lista ordynariuszy diecezjalnych
- Heiliger Oronzo
- Heiliger Fortunatus (68–...)
- Donato (około 163)
- Leucio I.
- Dionisio (261–...)
- Biagio
- Leucio II.
- Teodoro Bonsecolo (około 1057)
- Formoso (około 1114)
- Penetrano (około 1179)
- Pietro Guarini (1180–...)
- Fulco Bello (1200–...)
- Roberto Vultorico (1214–...)
- Marco Ziani (1246–...)
- M. Gualterio (około 1253)
- Roberto de Noha (1301 - 1339)
- Giovanni de Glandis (1339–...)
- Roberto (1348–...)
- Nicola da Taranto (1384–...)
- Ludovico (1386–...)
- Leonardo (1386–...)
- Antonio da Viterbo, O.F.M. (1391–...)
- Tommaso Morganti (1409–...)
- Gurello Ciccaro (1413–...)
- Tommaso Ammirato, O.S.B. (1429–1438)
- Guido da Lecce, O.F.M. (1438–1453)
- Antonio Ricci (1453–1484)
- Roberto Caracciolo, O.F.M. (1484–1485)
- Marco Antonio de' Tolomei (1485–1498)
  - Luigi d’Aragona (1498–1502) (administrator apostolski)
- Giacomo Piscicelli (1502–...)
- Pietro Matteo d'Aquino (1508–1511)
- Ugolino Martelli (1511–1517)
- Giovanni Antonio Acquaviva d'Aragona (1517–1525)
- Consalvo de' Sangro (1525–...)
- Alfonso de' Sangro (...–1534)
- Giovanni Battista Castromediano (1534–1534)
  - Ippolito de’ Medici (1534–1535) (administrator apostolski)
- Braccio Martelli (1552–...)
  - Giovanni Michele Saraceni (1560–1560) (administrator apostolski)
- Annibale Saraceni (1560–1591)
- Scipione Spina (1591–1639)
- Luigi Pappacoda (1639–1670)
- Antonio Pignatelli (1671–1681)
- Michele Pignatelli, C.R. (1682–1695)
- Fabrizio Pignatelli (1695–1734)
- Giuseppe Maria Ruffo di Bagnara (1735–1744)
- Scipione Sersale (1744–1751)
- Alfonso Sozy Carafa,(1751–1783)
- Salvatore Spinelli, O.S.B.Cas. (1792–1796)
- Nicola Caputo de' Marchesi di Cerreto (1818–1862)
- Valerio Laspro (1872–1877)
- Salvatore Luigi Zola, C.R.L. (1877–1898)
- Evangelista di Milia, O.F.M.Cap. (1898–1901)
- Gennaro Trama (1902–1927)
- Alberto Costa (1928–1950)
- Francesco Minerva (1950–1981)
- Michele Mincuzzi (1981–1988)
- Cosmo Francesco Ruppi (1988–2009)
- Domenico Umberto D’Ambrosio (2009–2017)
- Michele Seccia (2017–2025)
- Angelo Panzetta (od 2025)